# Боппард
Боппард (нем. Boppard) — город в Германии, в земле Рейнланд-Пфальц.
Входит в состав района Рейн-Хунсрюк. Население составляет 15 745 человек (на 31 декабря 2010 года). Занимает площадь 75,13 км². Официальный код — 07 1 40 501.
Город подразделяется на 10 городских районов.

## История

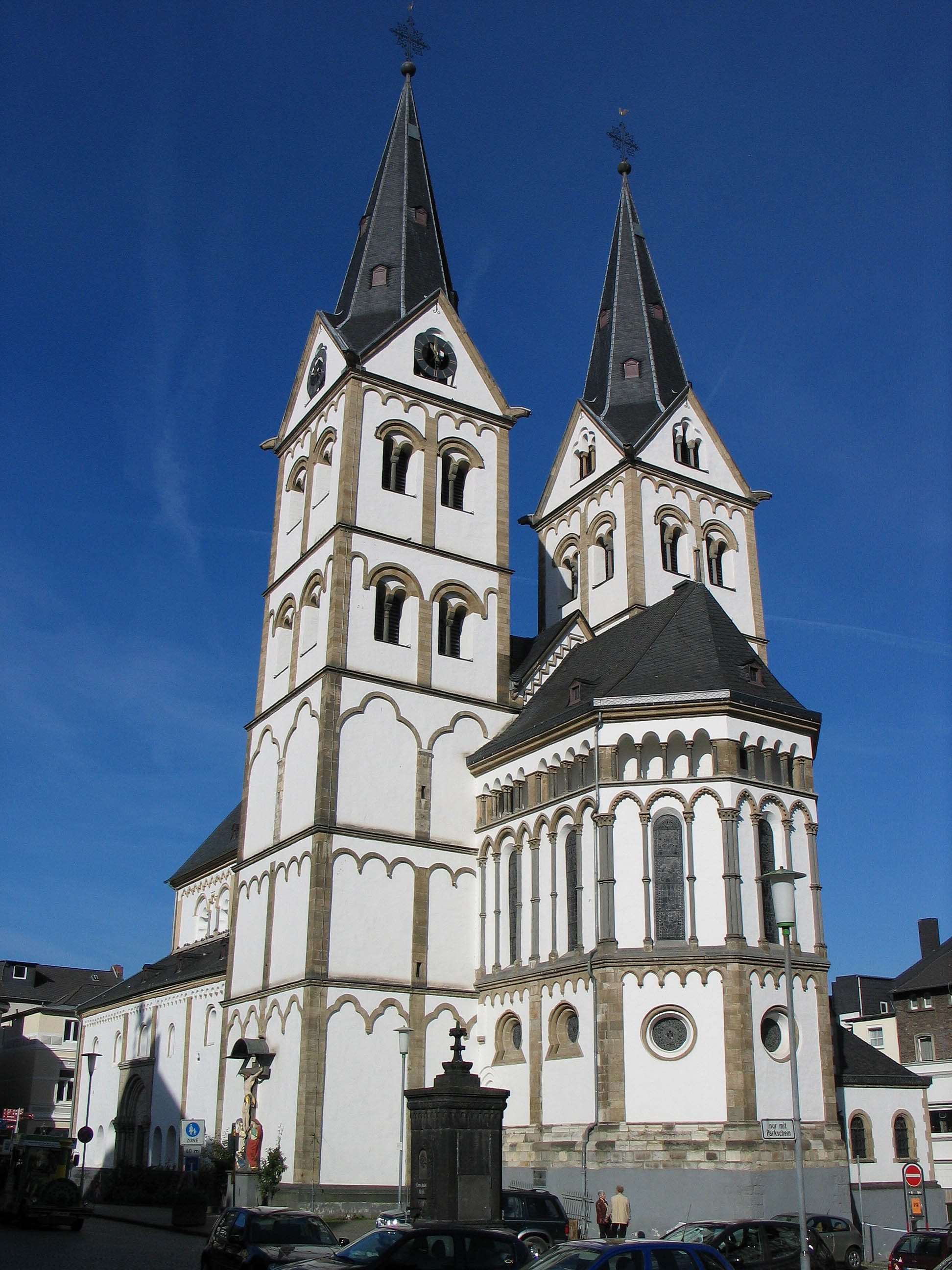
Церковь Sankt Severus

Во времена Римской империи на этом месте находилось Баудобрика (или Бонтобрика), и, судя по найденным надписям на камнях, здесь же было место стоянки Тринадцатого римского легиона. Городская стена, представляющая правильный четырехугольник, относится ещё к эпохе римского владычества и была воздвигнута, предположительно, при императоре Валентиниане I; внешняя вторая стена была построена много позднее.
В Средние века Боппард был одним из самых процветающих городов Германии.

## Достопримечательности
Боппард знаменит своими превосходными рейнскими винами и является привлекательным городом для туристов, со многими гостиницами и ресторанами. От Боппарда ходят прогулочные теплоходы по Рейну к скале Лорелей и в Рюдесхайм, вдоль самых живописных мест рейнской долины, со многими знаменитыми замками, например, такими как Враждебные братья.
В городе расположено производство дорожной техники компании BOMAG.